# Alfred Duncan
Joseph Alfred Duncan (* 10. März 1993 in Accra) ist ein ghanaischer Fußballspieler, der beim FC Venedig unter Vertrag steht.

## Karriere

### Verein
Alfred Duncan, der vorwiegend im zentralen und defensiven Mittelfeld zum Einsatz kommt, wechselte 2010 zu Inter Mailand, wo er zunächst in der Primavera-Mannschaft eingesetzt wurde und mit dieser 2012 sowohl die NextGen Series als auch die Campionato Primavera gewinnen konnte. In der Saison 2012/13 gab er sein Debüt in Inters A-Mannschaft und absolvierte vier Einsätze, bevor er in der Winterpause an den Serie-B-Verein AS Livorno ausgeliehen wurde. Dort war er Stammspieler und konnte mit den Toskanern den Aufstieg in die Serie A feiern. Auch in der Saison  2013/14 lief Duncan für Livorno auf.
Zur Saison 2014/15 wurde Duncan für zwei Spielzeiten an Sampdoria Genua ausgeliehen. Am Ende der Saison 2014/15 wechselte Duncan für eine Ablöse von 2,6 Millionen Euro nach Genua. Am 23. Juli 2015 wechselte Duncan zunächst auf Leihbasis zur US Sassuolo Calcio. Allerdings wurde eine Kaufpflicht in Höhe von sechs Mio. Euro nach Ablauf der Leihe vereinbart. Bei Sassuolo war er sofort Stammspieler. In der Saison 2016/17 plagten ihn einige Verletzungen, deshalb kam er nur auf 21 Ligaeinsätze. Auch in der Saison darauf blieb er nicht unverletzt. Dies sollte auch 2018/19 so bleiben. Diesmal jedoch kam er auf 26 Spiele und ganze vier Tore. Die Saison 2019/20 blieb er nur bis zur Winterpause. In dieser wurde er an die AC Florenz verliehen. Dort bestritt er 13 von 17 möglichen Ligaspielen, in denen er ein Tor schoss. Zum 1. September 2020 wurde er von der Fiorentina fest verpflichtet. In der Hinrunde bestritt er nur 4 von 17 möglichen Ligaspielen und ein Pokalspiel.
Mitte Januar 2021 wurde er bis zum Saisonende mit anschließender Kaufoption an Cagliari Calcio verliehen. Hier kam er auf 19 von 21 möglichen Ligaspielen.
In der Saison 2021/22 gehörte er wieder zum Kader von Florenz und bestritt dort 33 von 38 möglichen Ligaspielen, in denen er zwei Tore schoss, und vier Pokalspiele. In der nächsten Saison waren es 25 von 38 möglichen Ligaspielen mit einem Tor, zwei Pokalspiele und drei Spiele im Europapokal. In der Saison 2023/24 waren es 30 von 38 möglichen Ligaspielen mit zwei geschossenen Toren, zwei Pokalspielen, acht Spielen im Europapokal und ein Halbfinal-Spiel im italienischen Supercup.
Ende Juli 2024 wechselte er zum Zweitligisten FC Venedig, bei dem er einen Vertrag bis zum Ende der Saison 2025/26 mit einer Verlängerungsoption unterschrieb.

### Nationalmannschaft
Duncan gehörte der ghanaischen Nachwuchsmannschaft an, die bei der U-20-Weltmeisterschaft 2013 in der Türkei den dritten Platz erreichte. Dabei kam er im Turnierverlauf zu vier Einsätzen.
Am 14. November 2012 debütierte er bei einem 1:0-Sieg über Kap Verde für die A-Mannschaft von Ghana.